# Južni Kočarnik
Pour les articles homonymes, voir Severni Kočarnik.
Južni Kočarnik (en serbe cyrillique : Јужни Кочарник) est un village de Serbie situé dans la municipalité de Tutin, district de Raška. Au recensement de 2011, il comptait 76 habitants.
Južni Kočarnik est aussi parfois appelé simplement Kočarnik.

## Démographie
| 1948 | 1953 | 1961 | 1971 | 1981 | 1991 | 2002 | 2011 |
| ---- | ---- | ---- | ---- | ---- | ---- | ---- | ---- |
| 112  | 137  | 134  | 96   | 67   | 43   | 41   | 76   |

|  |